# Kleuroproller
De kleuroproller (Armadillidium pictum) is een pissebed uit de familie Armadillidiidae. De wetenschappelijke naam van de soort is voor het eerst geldig gepubliceerd in 1833 door Brandt. Armadillidium pictum is voornamelijk een bossoort en kan enkele meters boven de grond worden aangetroffen onder losse schors of in gaten in rottend hout.

## Kenmerken
De lichaamslengte is 6 tot 9 mm. Bij verstoring krult de soort zich op tot een perfecte bal. In gestrekte toestand is het gladde lichaam lang ovaal. De buik (pleon) is niet smaller dan de borst (thorax). Er zijn rijen gele vlekken op het bruine lichaam, al dan niet marmering aanwezig.
Het lijkt sterk op Armadillidium pulchellum, maar is donkerder van kleur, met minder duidelijke vlekken, die in lijnen langs de lengte van het lichaam zijn gerangschikt. Het is ook, tot 9 mm (0,35 inch) lang, iets groter dan Armadillidium pulchellum.

## Voorkomen
Armadillidium pictum is een pissebedsoort die in het grootste deel van Europa voorkomt, behalve in het Middellandse Zeegebied en Zuidoost-Europa. Op de Britse eilanden is het slechts bekend van een paar locaties, waardoor het volgens sommigen "de zeldzaamste pissebed van Groot-Brittannië" is.